# تمدن (بازی ویدئویی)
تمدن نام یک بازی رایانه‌ای در سبک راهبرد نوبتی است که در سال ۱۹۹۱ توسط سید میر (به انگلیسی: Sid Meier) برای شرکت میکروپروس خلق شد.
تمدن (بازی رایانه‌ای)